# ACUD

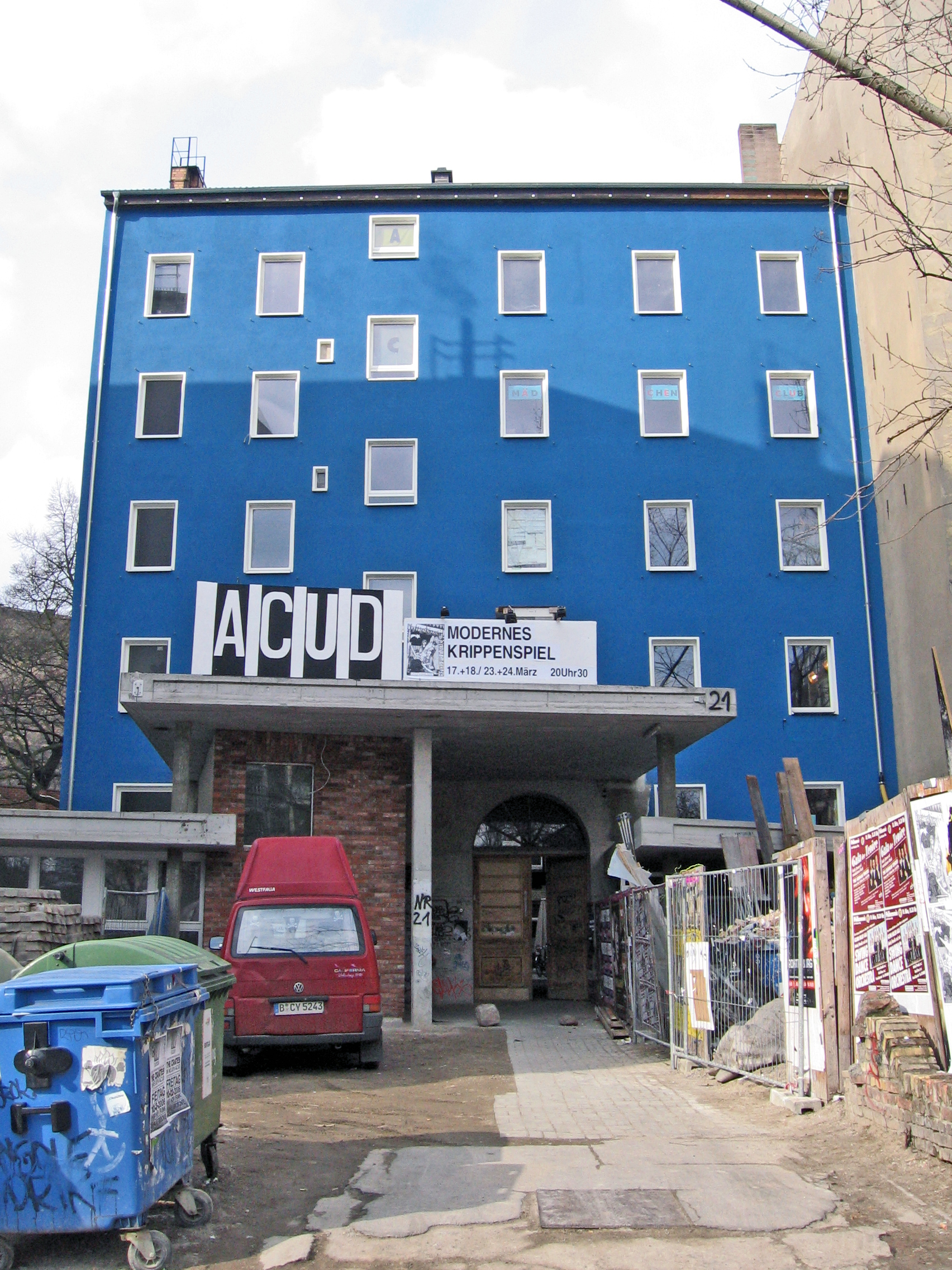
L'ACUD en mars 2006

L'ACUD est un centre d'art et de culture à Berlin-Mitte.
La maison de la Veteranenstrasse 21 abrite un théâtre, une salle de concert, une galerie d'art, deux cinémas, un bar et de nombreux studios. Il a commencé en 1991 en tant qu'institution culturelle.

## Histoire
L'ACUD est né de la galerie d'art du même nom, fondée en 1990, qui a ouvert ses portes dans deux appartements d'une maison vide et délabrée de Rykestrasse 13 dans le quartier de Prenzlauer Berg. L'ACUD a choisi d'être une structure à but non lucratif (ACUD e. V.).
À la suite d'une table ronde avec l'Association de logement Mitte (WBM), le bureau de district de Berlin-Mitte et divers groupes et associations, l'ACUD e. V. a choisi l'une des 50 maisons vacantes parmi lesquelles choisir en 1991 pour poursuivre ses activités. Le choix s'est porté sur la maison de la Veteranenstrasse 21, d'où sont nés les projets qui existent encore aujourd'hui.
Après des négociations difficiles avec les héritiers des anciens propriétaires, avec le soutien financier de la fondation Umverteilen für eine solidarische Welt, entre autres, la maison aurait été réattribuée, plutôt que de faire face aux conséquences de la soi-disant « aryanisation » des biens juifs pendant la période nationale-socialiste. À la suite d'importants travaux de rénovation qui ont été retardés à plusieurs reprises, l'ACUD a pu rouvrir ses différents espaces événementiels, en 2004 d'abord dans la cour (cinéma 1 d'art et d'essai ProgrammKino, Sessioncafé, club, galerie) et, depuis septembre 2006, également en terrasse (Kantina, cinéma 2, théâtre).
Jusqu'à la fin de 2005, la directrice générale de l'association était l'ancienne militante des droits civiques et ancien membre du Bundestag, Jutta Braband.
En 2010, l'ACUD a été mise sous administration forcée en raison de l'insolvabilité de l'association. Après plusieurs tentatives infructueuses de trouver un investisseur, la maison a été sauvée début 2014 grâce à un prêt de GLS Bank et la poursuite des activités culturelles a été assurée à long terme. L'ancien café de session, le club et la galerie ont été rouverts avec un nouveau programme à l'été 2014 sous le nom ACUD Macht Neu.
L'ACUD était la seule grande institution culturelle de l'Est à exister encore après la réunification de 1990.
En 2016, les organisateurs de la Berlinale ont sélectionné pour la première fois le cinéma ACUD.

## Programmation
L'ACUD est une maison d'art et d'événements ouverte avec des cinémas, théâtre, club, galerie, studio, bar et ateliers. Certaines unités fonctionnent indépendamment les unes des autres, mais se réunissent toujours pour former des projets et des festivals inter-genres. L'ACUD est un emplacement central à Berlin pour les formats expérimentaux et inhabituels au-delà des catégories conventionnelles. Le programme est un mélange de productions et de projets propres qui sont apportés à la maison de l'extérieur et réalisés ensemble.